# لاده (استان پودلاسکی)
لاده (به لاتین: Lady) یک روستا در لهستان است که در گمینا چژه واقع شده‌است.